# Conferencia de Valladolid
Con el nombre de Conferencia de Valladolid o Proceso de Valladolid se conoce a la reunión teológica que tuvo lugar en esa Universidad castellana en 1527, en dieciséis sesiones y con cerca de treinta participantes, para resolver el vivo debate suscitado por la recepción del pensamiento erasmista en España y su crítica por buena parte del clero regular.
La reunión tuvo como documento previo un cuaderno en diecisiete capítulos sobre los presuntos errores doctrinales de Erasmo de Róterdam, recopilado a instancias del inquisidor general Alonso Manrique (él mismo erasmista). Los teólogos de la escuela de Salamanca, dirigidos por Francisco de Vitoria y otros como Pedro Margallo y Fernando de Préjano (Universidad de Valladolid) ejercieron la acusación. Los teólogos de la Universidad de Alcalá, como Pedro Sánchez Ciruelo o Sancho Carranza de Miranda, la defensa. 
En vista de la previsible condena del erasmismo,[cita requerida] o por la sospecha de un brote de peste, el inquisidor Manrique suspendió las sesiones sin permitir que llegaran a ninguna conclusión